# 모토마치 공원
모토마치 공원(元町公園)은 일본 홋카이도 하코다테시에 있는 공원이다. 일본의 역사 공원 100선에 선정되었다.
공원 인근에는 구 하코다테구 공회당, 하코다테시 구 영국 영사관 등 역사적 건축물이 세워져 있다.

## 시설
- 구 홋카이도청 하코다테 지청 청사
- 구 개척사 하코다테 시립 도서관
- 구 개척사 하코다테 지청 서적고
- 하코다테 사천왕 동상